# 大牟田駅

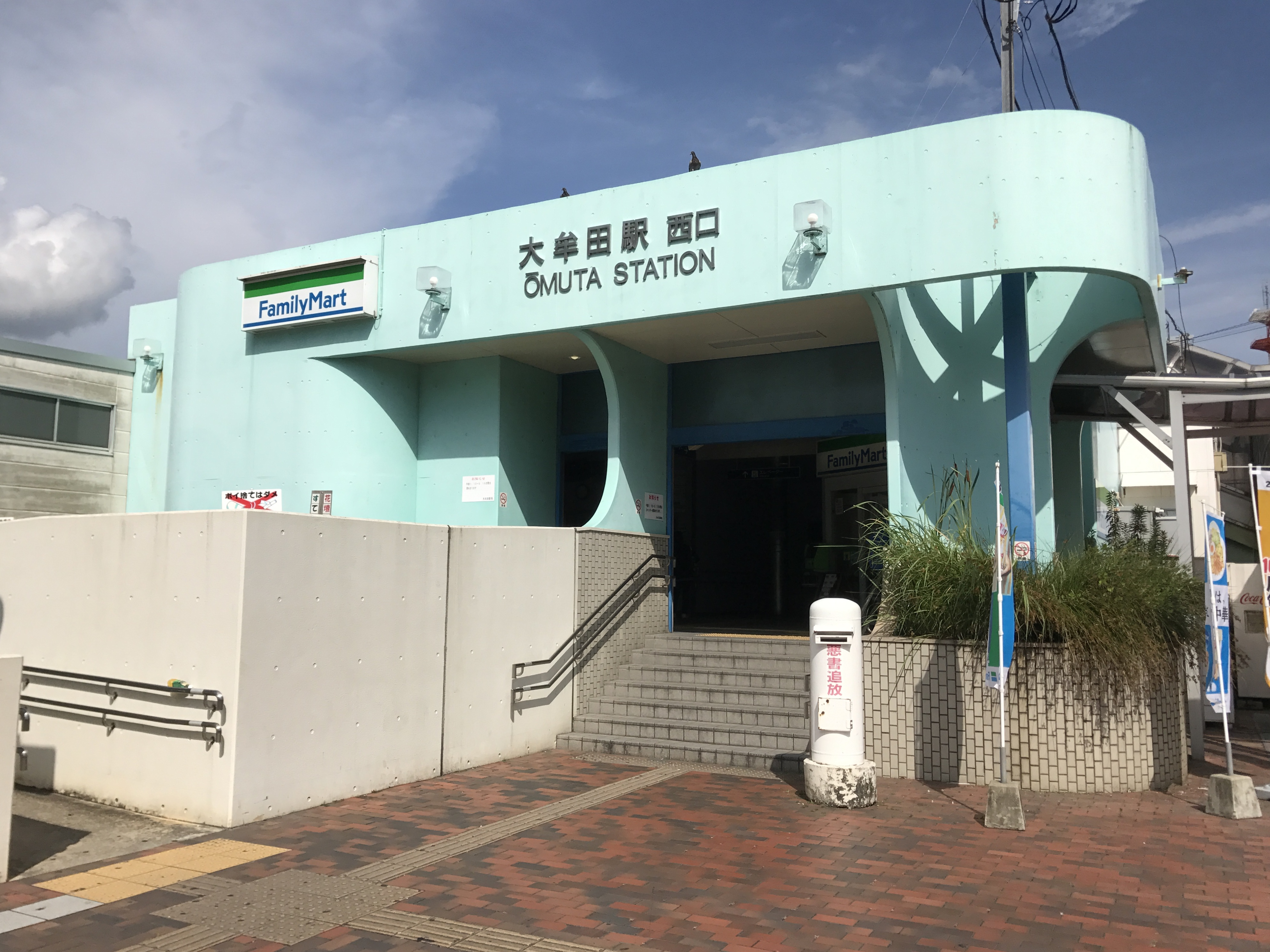
西口（2017年7月）

大牟田駅（おおむたえき）は、福岡県大牟田市不知火町一丁目および久保田町二丁目にある、九州旅客鉄道（JR九州）・日本貨物鉄道（JR貨物）・西日本鉄道（西鉄）の駅である。

## 概要
中部有明地域の主要都市である大牟田市の中心駅で、全列車が停車する。JR九州の鹿児島本線と、西鉄の天神大牟田線が乗り入れており、両線がともに乗り入れるのは当駅のみである。
福岡県の最南端に位置する駅である。またJRグループ以外の鉄道会社が自社線内のみで運行する特急列車の停車駅および特別料金不要の特急列車の停車駅、更には大手私鉄の駅としても、当駅が日本で最南端に位置する。
九州新幹線（新大牟田駅）の開業に伴い、JR線の特急列車は段階的に運行本数が削減され、2021年3月のダイヤ見直しによる有明（平日の朝、上り1本のみ）の廃止によりすべて消滅した。また、2018年3月からは、日中の時間帯においてJR線の当駅から博多駅方面への快速列車が無くなったため、当駅から福岡市への日中の直通列車は西鉄特急のみとなっている。

## 歴史

### 年表

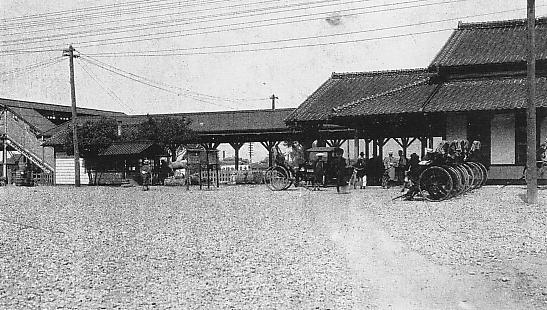
明治・大正期の大牟田駅

- 1891年（明治24年）4月1日：九州鉄道（初代）の駅として開業[3]。
- 1907年（明治40年）7月1日：九州鉄道国有化、国有鉄道（当時は帝国鉄道庁）の駅となる[3]。
- 1911年（明治44年）2月：現在位置に移転。
- 1939年（昭和14年）7月1日：九州鉄道（2代目）大牟田線（後の西鉄天神大牟田線）の大牟田駅が開業。
- 1942年（昭和17年）9月22日：九州鉄道（2代目）が合同合併し西日本鉄道成立により同社大牟田線となる。
- 1945年（昭和20年）7月26日：大牟田大空襲被災により駅本屋を含め大牟田駅構内が焼失。
- 1950年（昭和25年）：駅舎をバラック造で再建[4]。
- 1955年（昭和30年）：西口駅舎改築[5]。
- 1963年（昭和38年）12月19日：現4代目駅本屋（東口）完成[4]。
- 1986年（昭和61年）11月1日：荷物の取扱を廃止[3]。
- 1987年（昭和62年）4月1日：国鉄分割民営化により、国鉄の駅は九州旅客鉄道（JR九州）・日本貨物鉄道（JR貨物）の駅となる[3]。
- 1990年（平成2年）
  - 10月1日：西口駅舎が10m南に移転改築[5]。
  - 10月6日：大牟田駅連絡橋開通[6]。
- 1996年（平成8年）3月16日：専用線発着を除くコンテナ輸送を、貨物列車からトラック輸送に転換[3]。久留米駅との間にトラック便運行開始[3]。
- 1999年（平成11年）4月1日：西鉄が自動改札機を導入。JR九州への委託業務を廃止。
- 2000年（平成12年）11月1日：JRが自動改札機を設置し、供用開始[7]。
- 2001年（平成13年）1月：三井化学専用鉄道で海上コンテナ輸送開始。
- 2006年（平成18年）3月18日：トラック便の発着駅を久留米駅から鳥栖貨物ターミナル駅に変更。
- 2017年（平成29年）2月1日：西鉄駅に駅ナンバリングを導入[8]。
- 2018年（平成30年）
  - 3月30日：大牟田駅旅行センターが営業終了[9]。
  - 9月28日：JR駅に駅ナンバリングを導入[10]。
- 2021年（令和3年）
  - 3月20日：JR駅の連絡橋口改札が供用を開始。従来の西口改札は前日の営業終了をもって使用停止。
  - 3月31日：大牟田駅連絡橋改修工事完了[11]。
- 2024年（令和6年）
  - 3月23日：大牟田駅東口改札横に、大牟田わかもの会議の企画で待合や催しに使用するブースを制作。
  - 4月23日：JR駅1番ホーム上に屋根材の一部が落下しているのが見つかる[12]。負傷者なし。腐食が原因とみられている。
  - 9月10日[要出典]：西鉄駅にてクレジットカードなどのタッチ決済実証実験を開始[13]。

### 駅名の由来
開業当時の地名（三池郡大牟田町）から。
「大牟田」は、近世以来の地名。「大きなムタ（湿地）」の意。

## 駅構造など
JR九州のりばがある東口駅舎と、西鉄のりばがある西口駅舎がある。また、両駅舎の南側には大牟田駅連絡橋（歩行者専用連絡橋・大牟田市道、東口側・西口側の双方にエレベーター設置）があり、2021年（令和3年）3月にはJRの跨線橋と連絡橋とを直結する改札口（連絡橋口・終日駅員無配置）が新設された。
かつては西鉄が両駅舎での改札業務をJRに委託しており、両駅舎の改札口からJR・西鉄双方ののりばへ入出場することができたが、1999年（平成11年）4月に西鉄がよかネットカードの発行開始に合わせて自動改札機を導入したことに伴い委託業務が廃止され、東口から西鉄のりばへの入出場ができなくなるとともに、西口でもJRと西鉄の改札口が分離され、改札内でのJR・西鉄相互の乗換ができなくなった。また、前述の連絡橋口新設に伴いJRの西口改札が使用停止となり、西口からJRのりばへの入出場や改札内での東口・西口相互移動もできなくなった。
東口駅舎は鉄筋コンクリート造一部2階建て構造となっている。当初3階建て民衆駅で設計されていたが、石炭産業の斜陽化に伴い民衆駅の設置を断念し、国鉄の負担で建設されることとなった（ただし、総工費6774万円のうち、西鉄が896万円、鉄道弘済会が208万円を分担している）。ファミリーマート（JR大牟田駅店）などが入居している。
西口駅舎は平屋建て構造となっている。ファミリーマート（大牟田駅西口店）がある。

### JR九州
単式ホーム1面1線と島式ホーム1面2線、合計2面3線のホームを持つ地上駅。駅番号はJB27。
跨線橋には1番のりば、2・3番のりばそれぞれに1基ずつエレベーターが設置されている。西口改札が使用停止となる前までは跨線橋が西口まで延びていたが、西口側は階段のみであったため、車椅子等を利用して西口と2・3番のりばとを相互移動する場合は連絡橋とJRの跨線橋のエレベーター4基すべてを使う必要があったが、前述の連絡橋口新設により、連絡橋の西口側エレベーターとJRの2・3番のりばのエレベーターの2基だけで相互移動することができるようになった。
朝夕の時間帯には、博多駅方面からの快速および普通列車、熊本駅方面からの普通列車のそれぞれ一部が当駅で折り返している。なお、博多・小倉方面から来る快速・普通列車の一部は、当駅で熊本・八代方面へ向かう普通列車に同じホーム（1番のりば）で乗り換えできる。
直営駅で、みどりの窓口が設置されている。駅自動放送が導入されている。
1番線熊本方に存在するホーム屋根の基礎に使われている中古レールの刻印は、八幡製鉄所製皇紀表記の珍品。
JR線と西鉄線の間には留置線が5線（4番線～8番線）あるが、2022年9月の改正以降、留置線を使用する列車は現存しない。入換信号機および一部の線には出発信号機も設置されている。なお、線路はそのまま残されてはいるものの入換信号機は使用停止措置が行われている。

#### のりば
| のりば | 路線       | 方向 | 行先                   | 備考     |
| ------ | ---------- | ---- | ---------------------- | -------- |
| 1      | 鹿児島本線 | 下り | 荒尾・熊本・八代方面   |          |
| 2      | 鹿児島本線 | 下り | 荒尾・熊本・八代方面   | 当駅発着 |
| 2      | 鹿児島本線 | 上り | 久留米・鳥栖・博多方面 | 当駅発着 |
| 3      | 鹿児島本線 | 上り | 久留米・鳥栖・博多方面 |          |

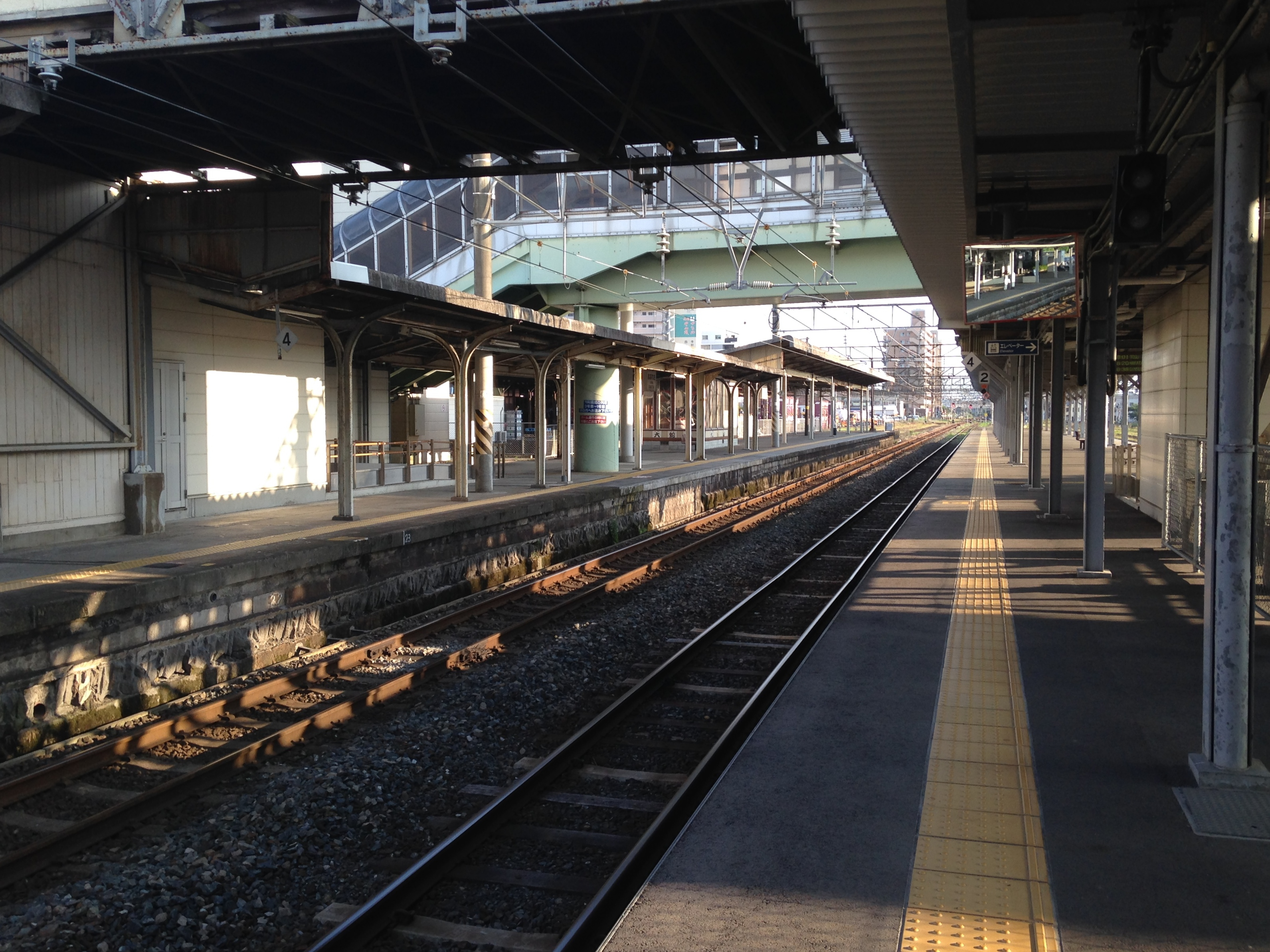
ホーム（2016年6月）
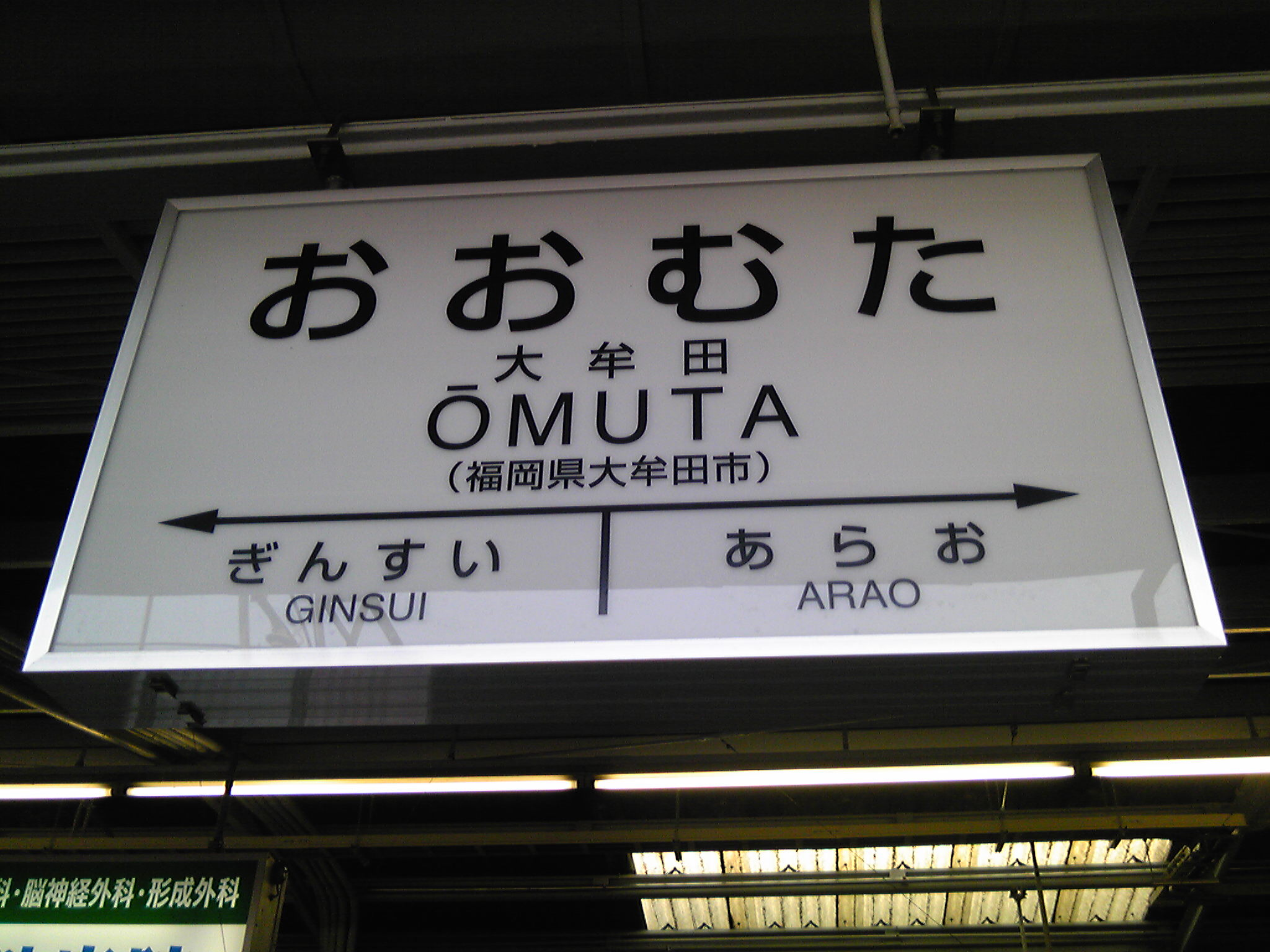
JR線駅名標
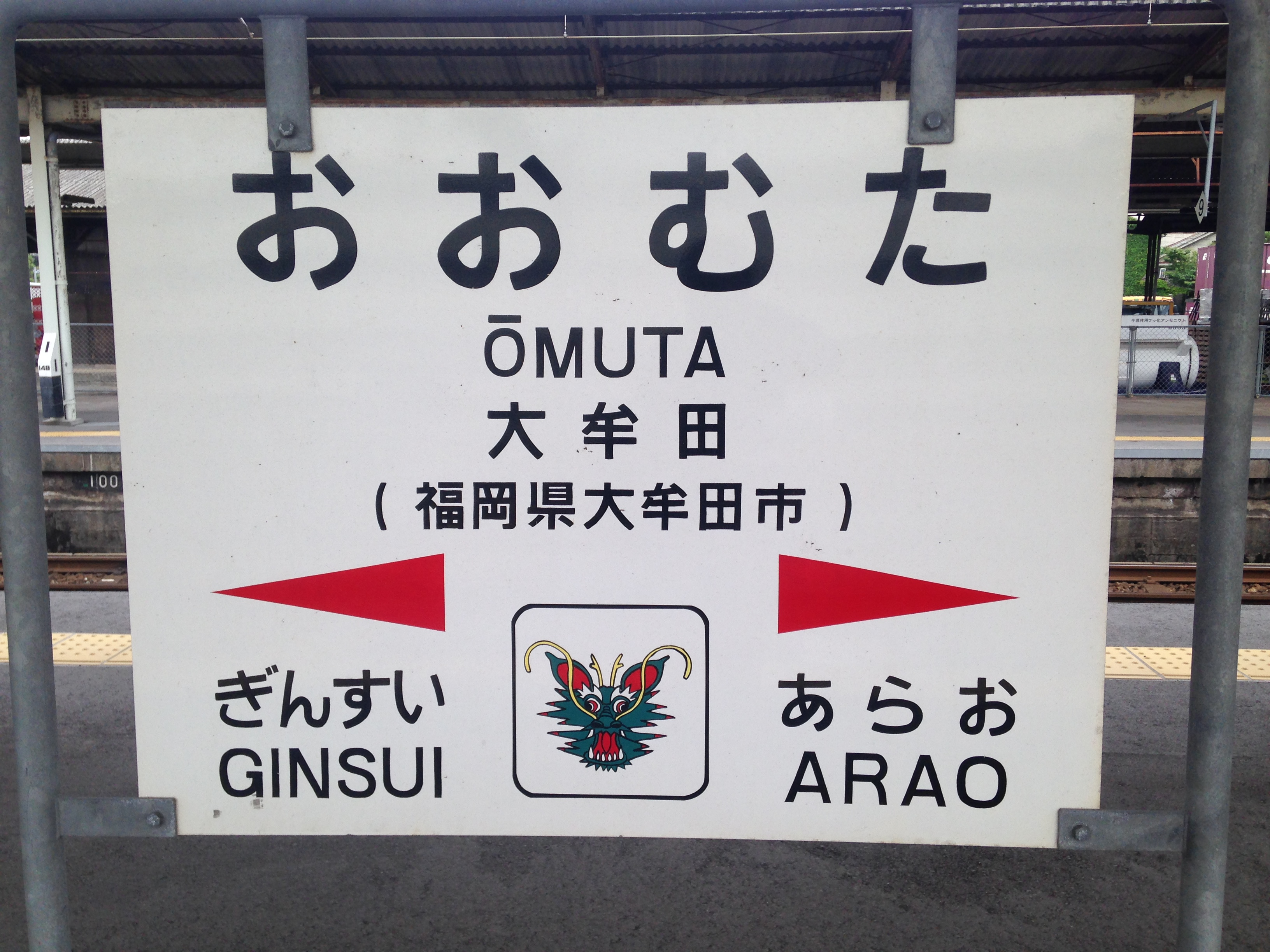
大蛇山のイラストが入った駅名標

### 西鉄
頭端式ホーム3面3線を持つ地上駅。駅番号はT50。
現在でも駅舎・改札分離前と同様、西鉄線はJR線の1〜3番のりばに続く形で4〜8番のりばとなっており、1〜3番のりばは欠番である。主に特急は7・8番のりば、普通は4番のりばに発着し、5・6番のりばに発着する列車は朝の少数に限られる。
改札口との間に段差がないため、エレベーター等は設置されていない。
天神大牟田線の終点駅であり、西鉄特急の発着駅である。また、2019年3月より、新観光列車"THE RAIL KITCHEN CHIKUGO"の発着駅（「ランチの旅 (CHIKUGO LUNCH COURSE)」の到着駅・「ディナーの旅 (CHIKUGO DINNER COURSE)」の出発駅）となった。
レンタサイクルのサービスがある。

#### のりば
| のりば | 路線          | 行先                           | 備考       |
| ------ | ------------- | ------------------------------ | ---------- |
| 4      | ■天神大牟田線 | 久留米・福岡（天神）・甘木方面 |            |
| 5      | ■天神大牟田線 | 久留米・福岡（天神）・甘木方面 | 線路を共用 |
| 6      | ■天神大牟田線 | （降車用）                     | 線路を共用 |
| 7      | ■天神大牟田線 | 久留米・福岡（天神）・甘木方面 | 線路を共用 |
| 8      | ■天神大牟田線 | （降車用）                     | 線路を共用 |

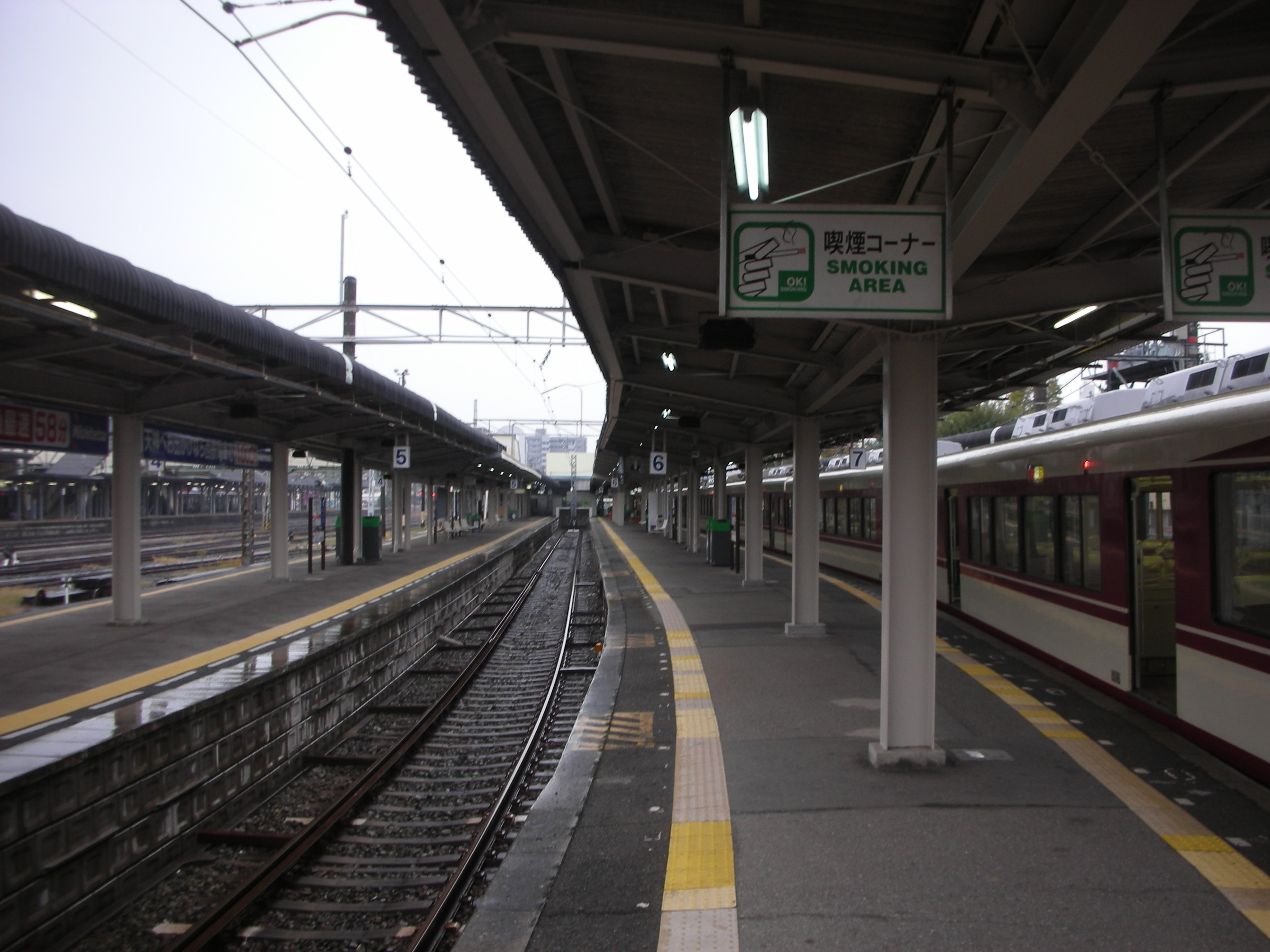
西鉄線のりば（2009年11月）
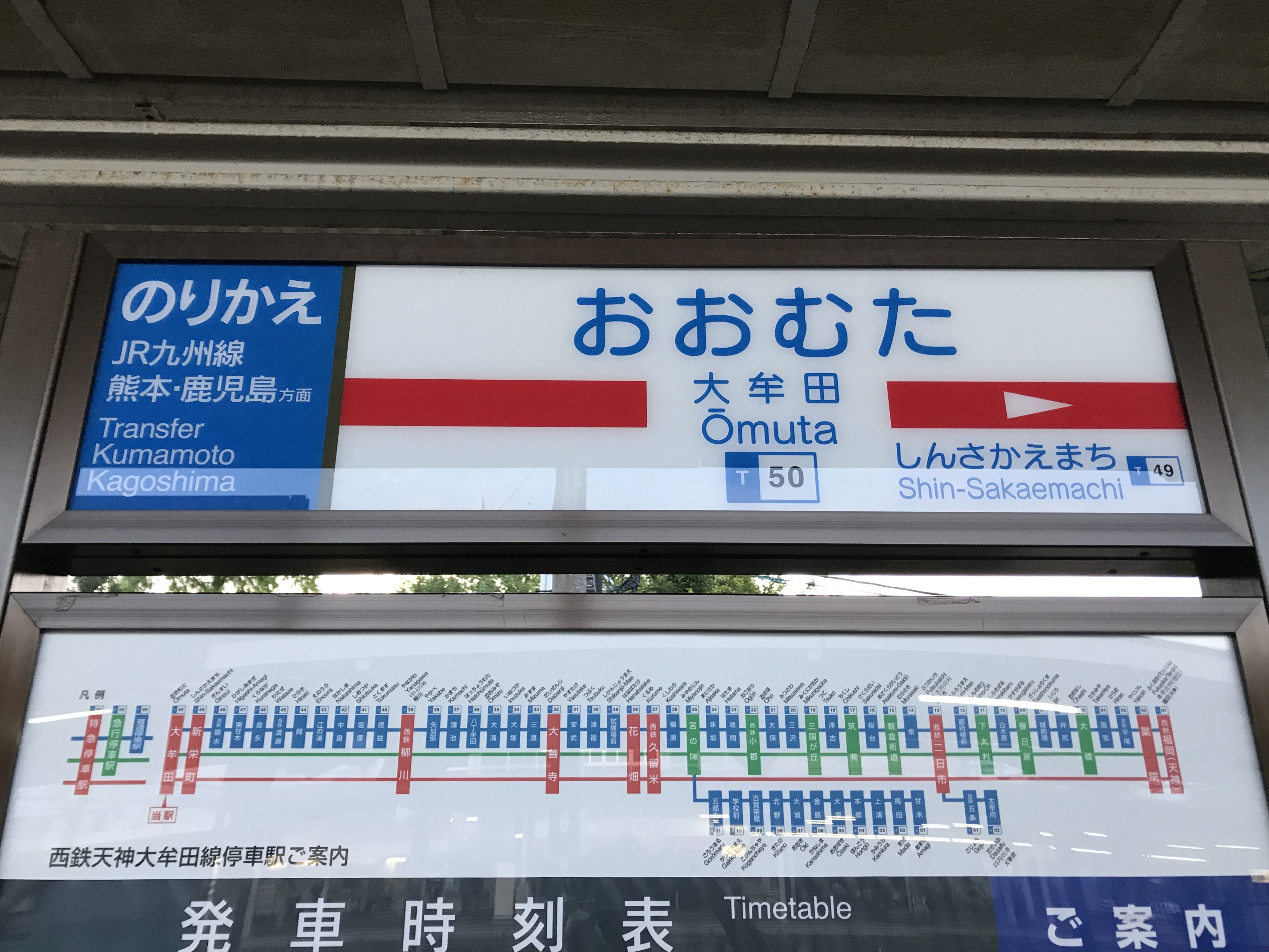
西鉄線 駅名標（2017年7月）

## 貨物駅
JR貨物の駅は、コンテナ貨物と車扱貨物の取扱駅となっている。駅のフロント（大牟田オフレールステーション）で取り扱うコンテナ貨物については1996年（平成8年）3月よりトラック便による代行輸送となっている。車扱貨物については、2020年（令和2年）3月14日改正現在でも貨物列車による輸送となっている。

### 大牟田オフレールステーション
駅東口の南側には、当駅に属するコンテナ集配基地の大牟田オフレールステーション（略称：大牟田ORS・北緯33度1分44.7秒 東経130度26分37.8秒）がある。貨物列車代替のトラック便が、ここと鳥栖貨物ターミナル駅との間に1日10往復運行されている。取扱貨物は、12フィートコンテナのみとなっている。なお、「オフレールステーション」の通称は2006年（平成18年）4月より使用されている。
以前は駅フロントでも車扱貨物の取扱があり、南四日市駅よりタンク車で輸送された、三菱ガス化学佐賀製造所向けの過酸化水素水の取扱があったが、2003年（平成15年）3月にタンクコンテナ化された際に着駅が変更された。

### 仮屋川操車場・専用鉄道

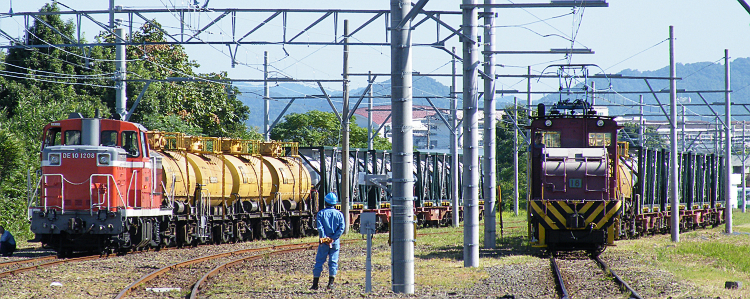
仮屋川での入換風景（2009年9月）

大牟田駅から1.5 kmほど北側の大牟田市下白川町に、仮屋川操車場と呼ばれる当駅構内扱いの施設があった。ここは旧・三池鉄道の旭町駅で、ここから南へ向かい三井化学大牟田工場に至る同社の専用鉄道が分岐していた。専用鉄道には、南延岡駅発送の液体塩素が専用タンクコンテナで、黒崎駅発送の濃硝酸が専用コンテナで到着していた。また、一時期海上コンテナの取扱いもあり、輸出コンテナが北九州貨物ターミナル駅を経由して北九州港から発送され、空コンテナが同港から到着していた。
これらを輸送する貨物列車は、北九州貨物ターミナル駅経由で南延岡駅との間に1日1往復運行されていた。駅構内・操車場内の入換作業用のため、同駅にはHD300形ハイブリッド機関車が常駐していた。
三菱ケミカル福岡事業所が濃硝酸製造を中止したことにより、2020年5月7日の運行を以て専用鉄道の運行は終了。操車場の使用も終了した。

## 駅弁
唯一の販売業者であった大牟田駅弁が2007年12月廃業して以降、当駅での駅弁販売は行われていない。なお、廃業直前に販売されていた弁当は以下の通り。
- 御料理
- たいらぎ寿し

## 利用状況
旅客
- JR九州 - 2021年度の1日平均乗車人員は1,911人である[18]。
- 西日本鉄道 - 2022年度の1日平均乗降人員は7,856人であり[西鉄 1]、西鉄の駅としては第18位である[注釈 8]。

| 年度               | JR九州           | JR九州           | 西日本鉄道       | 西日本鉄道       |
| 年度               | 1日平均 乗車人員 | 1日平均 乗降人員 | 1日平均 乗車人員 | 1日平均 乗降人員 |
| ------------------ | ---------------- | ---------------- | ---------------- | ---------------- |
| 2001年（平成13年） | 未公表           | 6,982            | 5,436            | 10,786           |
| 2002年（平成14年） | 未公表           | 6,842            | 5,186            | 10,312           |
| 2003年（平成15年） | 未公表           | 6,812            | 4,989            | 9,904            |
| 2004年（平成16年） | 未公表           | 6,849            | 4,962            | 9,882            |
| 2005年（平成17年） | 未公表           | 6,983            | 4,833            | 9,712            |
| 2006年（平成18年） | 未公表           | 7,062            | 4,740            | 9,525            |
| 2007年（平成19年） | 未公表           | 7,120            | 4,674            | 9,367            |
| 2008年（平成20年） | 未公表           | 7,221            | 4,620            | 9,282            |
| 2009年（平成21年） | 未公表           | 6,964            | 4,488            | 8,978            |
| 2010年（平成22年） | 未公表           | 6,993            | 4,414            | 8,860            |
| 2011年（平成23年） | 未公表           | 5,867            | 4,388            | 8,814            |
| 2012年（平成24年） | 未公表           | 5,903            | 4,282            | 8,538            |
| 2013年（平成25年） | 未公表           | 未公表           | 4,323            | 8,642            |
| 2014年（平成26年） | 未公表           | 未公表           | 4,249            | 8,438            |
| 2015年（平成27年） | 未公表           | 未公表           | 4,393            | 8,750            |
| 2016年（平成28年） | 3,014            | 未公表           | 4,326            | 8,579            |
| 2017年（平成29年） | 3,006            | 未公表           | 4,189            | 8,294            |
| 2018年（平成30年） | 2,825            | 5,674            | 4,266            | 8,440            |
| 2019年（令和元年） | 2,661            | 5,322            |                  | 8,373            |
| 2020年（令和02年） | 1,783            |                  |                  | 6,457            |
| 2021年（令和03年） | 1,911            |                  |                  | 6,932            |
| 2022年（令和04年） | 2,105            |                  |                  | 7,856            |
| 2023年（令和05年） | 2,143            |                  |                  |                  |

貨物
- 2011年度
  - 発送 - コンテナ貨物：33,842トン、車扱貨物：0トン
  - 到着 - コンテナ貨物：43,013トン、車扱貨物：0トン

2009年12月から車扱貨物は、タンクコンテナ化。

## 駅周辺
JR側駅舎（駅東口）の前を国道208号が鹿児島本線に並行する形で通っている。駅周辺は大牟田の行政の中心である。

### 東口
- 大牟田駅前定期券発売所 - 西鉄電車・バス関連の定期券などの購入が可能
- 大牟田観光プラザ
- 国道208号
- 大牟田市役所
- 大牟田郵便局
- 大牟田市立大牟田中央小学校
- 大牟田駅旧穀物倉庫（現ROOTH2-3-3）
- 福岡国税局大牟田税務署
- 大牟田文化会館
- 大牟田市立病院
- 三池カルタ記念館等複合施設（カルタックスおおむた） - 大牟田市立図書館、三池カルタ・歴史記念館
- 大牟田警察署
- 大牟田市消防本部
- ゆめタウン大牟田
- 延命公園
  - 大牟田市動物園
  - 大牟田市延命球場
- 大牟田市立宅峰中学校
- 福岡県立三池工業高等学校
- 三井三池炭鉱宮原坑

### 西口

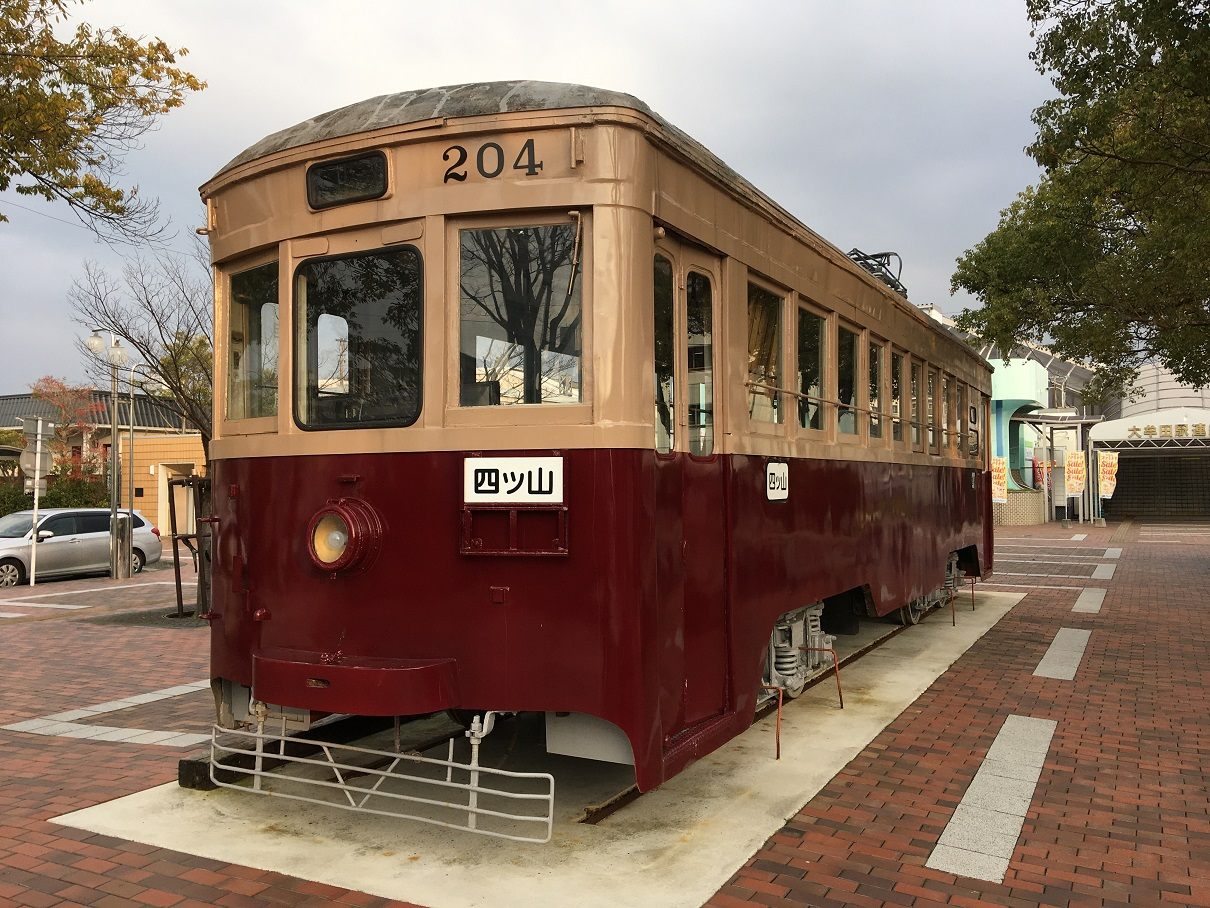
西口広場で保存されている西鉄200形電車204号（2020年2月）

- 西鉄200形電車204号[20]（hara harmony coffee）
- 国道389号（国道501号重複）
- 大牟田市立大正小学校
- 大牟田市立松原中学校
- ハローワーク大牟田
- 日本年金機構大牟田年金事務所
- スーパーセンタートライアル大牟田店
- 福岡県大牟田総合庁舎
- 大牟田労働基準監督署
- 諏訪公園
- イオンモール大牟田
- 大牟田市石炭産業科学館
- 社会保険大牟田天領病院
- 三井港倶楽部
- 三池港

## バス路線
東口に大牟田駅前バス停留所、西口に大牟田駅西口バス停留所があり、それぞれ西鉄バス大牟田の以下の路線が乗り入れている。
| 乗り場             | 運行事業者     | 系統・行先 |
| 大牟田駅前         | 大牟田駅前     | 大牟田駅前 |
| ------------------ | -------------- | --- |
| 大牟田観光プラザ前 | 西鉄バス大牟田 | ■1・2：三池中町・久福木団地 ■3：ホテルヴェルデ前 ■4：三池中町 ■6：ゆめタウン大牟田 ■10：米の山・普光寺 ■15：有明高専 ■16：倉掛・万田坑 ■18：黒崎団地 ■25：庄山 ■55：南関町役場 ■57・57-2：（吉野循環） |
| 大牟田商工会館前   | 西鉄バス大牟田 | ■1：西鉄大牟田営業所 ■2・4：荒尾駅前 ■7・7-1：大牟田市立病院・西鉄大牟田営業所 |
| 大牟田駅西口       |                | |
| －                 | 西鉄バス大牟田 | ■直行5：三池港 ■8：イオンモール大牟田・イオンモール大牟田南 ■直行9：帝京大学福岡キャンパス |

東口の大牟田観光プラザ前乗り場には、かつては九州産業交通の快速みいけ号も発着していた。

## 特記事項
- 西鉄が新車両を導入する際は、JR線を通って大牟田駅まで回送（甲種輸送）され、構内で西鉄線に移し変えられていたが、1999年（平成11年）に導入された6050形6157編成以降は新門司港から筑紫車庫へ直接陸送するようになった（新門司港までは阪九フェリーで海上輸送）。
- 太平洋戦争末期の大牟田大空襲により駅舎が全焼、駅史も焼失したため、1945年（昭和20年）以前に大牟田駅に勤務していた一般職員は元より駅長助役の氏名不明者も多数存在する。
- 旧九州鉄道（西鉄）は旧国鉄（JR）へ間借りする形で大牟田延長をしたため、駅舎は東口・西口ともJRの保有となっている。また、銀水 - 大牟田間の鹿児島本線と天神大牟田線の並走区間も、踏切構造はJRの基準に合わせられている。
- JR九州と西鉄はかつて連絡運輸取決めを結んでいて、当駅を乗換駅として鹿児島本線の荒尾駅 - 熊本駅間の各駅と、天神大牟田線の新栄町駅以外の特急停車駅および太宰府線太宰府駅間の相互区間の連絡乗車券が購入できた。その場合、JRの規則が適用され、JRと西鉄の区間を合わせた通算キロが101km以上になると通常のJRの乗車券と同様に有効期間が2日間となり、途中下車も可能であった。なお、西鉄の乗車券の購入は両社とも上記区間の駅のみで可能で、JRのマルス券は西鉄の自動改札には対応していなかったが、西鉄の自動券売機で発行した乗車券はJRの自動改札に対応していた。なお、この連絡運輸は、当初は鹿児島本線熊本駅 - 西鹿児島駅（現在の鹿児島中央駅）間および三角線も対象であったが、2004年3月の九州新幹線部分開業に伴って前述の区間に短縮され、2014年3月31日をもって廃止された。

## 隣の駅
九州旅客鉄道（JR九州）
 鹿児島本線
■快速
瀬高駅 (JB22) - 大牟田駅 (JB27) - 荒尾駅 (JB28)
■区間快速
瀬高駅 (JB22) - （一部銀水駅 (JB26)） - 大牟田駅 (JB27) - 荒尾駅 (JB28)
■普通
銀水駅 (JB26) - 大牟田駅 (JB27) - 荒尾駅 (JB28)
西日本鉄道
■天神大牟田線
■特急・■急行・■普通
新栄町駅 (T49) - 大牟田駅 (T50)